# Kay Raseroka
Helen Kay Raseroka (Kwazulu-Natal, Sudáfrica) es una bibliotecaria nacionalizada botsuana. Fue presidenta de la Federación Internacional de Asociaciones de Biblioteca e Instituciones (IFLA) de 2003 a 2005, bajo el lema "Bibliotecas para una alfabetización de por vida" (en inglés "Libraries for Lifelong Literacy").

## Trayectoria profesional
Kay Raseroka trabajó en el sector de las bibliotecas y los servicios de información durante más de dos décadas, realizando inmensas contribuciones tanto a nivel local como internacional. Se desempeñó como Directora de Servicios de Bibliotecas e Información en la Universidad de Botsuana, un puesto que ejerció hasta el 2010. 
Se desempeñó como presidenta de la Federación Internacional de Asociaciones e Instituciones de Bibliotecas (IFLA), siendo la primera candidata de África, entre 2003 y 2005. Es miembro de la Junta de Síndicos de la Red Internacional para la Disponibilidad de Publicaciones Científicas.
Fue miembro fundador de la Asociación de Bibliotecas de Botsuana y regionalmente, presidenta fundadora de la Conferencia Permanente de Bibliotecarios Nacionales y Universitarios de África Oriental, Central y Meridional. (INASP) También se desempeñó como miembro de la Junta de CODE Canada, una organización de alfabetización internacional para niños que trabaja con socios en zonas del mundo en desarrollo para apoyar un entorno alfabetizado sostenible. También sirvió como miembro del Premio NOMA para la publicación africana y fundó el fideicomiso de información para niños de Botsuana. Ha dedicado más de treinta y cinco años a promover la importancia de la información oral y los sistemas de aprendizaje en las comunidades indígenas. En reconocimiento a sus contribuciones, fue galardonada con el doctorado honoris causa de Derecho de la Universidad de Alberta (Canadá). Actualmente, se desempeña como miembro de un equipo de investigación multidisciplinario que trabaja para la formulación de la Política Nacional de Sistemas de Conocimiento Indígena.

### Grupos
Ha participado en el Grupo de Interés de Bibliotecas de Datos de Investigación de la RDA (Recursos: descripción y acceso) a través del cual se abogó por la sensibilización de los bibliotecarios sobre los Datos Abiertos. Esto dio lugar a una sesión patrocinada conjuntamente en la que se realizó una presentación titulada “23 Cosas: Bibliotecas para datos de investigación”, en el Congreso Mundial de Información y Bibliotecas de la IFLA celebrada en Ciudad del Cabo en 2015. 
Particiipó en las etapas formativas del grupo de interés sobre infraestructuras de computación en la nube para el desarrollo de la investigación mundial (DWR) y en el proceso se presentó a CODATA, que es un socio de RDA. Debido a su asociación con estos dos organismos, pudo vincular a Botsuana, a través de Joint Minds Consult, para sensibilizar a la Comunidad de Investigación en Botsuana sobre la necesidad de coordinar los datos de investigación para permitir la accesibilidad, la usabilidad y la interoperabilidad a través de la aceptación global principios de datos abiertos / ciencia abierta (ODOS). Como Directora de Desarrollo y Gestión del Conocimiento en Joint Minds Consult, ha proporcionado el liderazgo para guiar el discurso sobre Datos Abiertos y Ciencia Abierta en Botsuana. Como resultado, Joint Minds Consult ha tomado un papel de liderazgo en la formación del discurso a nivel nacional.

### Participaciones
La distinguida carrera de Kay Raseroka incluye servir como el primer presidente africano de la Federación Internacional de Asociaciones Bibliotecarias y Bibliotecas (IFLA). Es miembro del Consejo Asesor de Servicios Bibliotecarios de Lubutu Library Partners; miembro del Chartered Institute of Library and Information Professionals (CILIP) del Reino Unido; miembro de la Asociación de Bibliotecas de Nigeria (FNLA) y miembro de la Asociación de Bibliotecas de Sudáfrica (LIASA). También fundó el Botswana's Children's Information Trust y ha dedicado más de 35 años a promover la importancia del aprendizaje oral en las comunidades indígenas.

## Premios y distinciones
El 7 de junio de 2010, Kay Raseroka recibió el título de Doctor Honorario en Derecho por la Universidad de Alberta, Canadá.

## Trabajos publicados
- Hayden, C., & Raseroka, H. (1988). The Good and the Bad: Two Novels of South Africa. Children’s Literature Association Quarterly, 13, 57-60. https://doi.org/10.1353/chq.0.0619
- Raseroka, H. (1992). The Standing Conference of Eastern Central and Southern Librarians: A critical assessment. Information Development - INF DEV, 8, 30-34. https://doi.org/10.1177/026666699200800107
- Raseroka, H. K. (1993). The Role and Purpose of the University Library in a Rapidly Changing Information Environment with Reference to the Eastern and Southern African Region. IFLA Journal, 19(1), 50.
- Raseroka, H. K. (1994). Changes in public libraries during the last twenty years: An African perspective. Libri, 44(2), 153.
- Raseroka, H. (1995). Ten Years of Information Development in East, Central and So u th ern Africa. Information Development - INF DEV, 11, 56-59. https://doi.org/10.1177/026666699501100112.
- Raseroka, K. (1997). Challenges of an Interactive Environment in the Context of Developing Countries in sub-Saharan Africa. International Information and Library Review, 29(3–4), 487.
- Bloss, M. E., Hegedus, P., Law, D., Nilsen, S., Raseroka, K., Rodriguez, A., & Wu, J. (2000). IFLA Advisory Group on Division 8.
- Raseroka, H. K. (2001). Lifelong Learning: Bridging the Digital Divide and Planning for the Future. IFLA Journal, 27(5/6), 328.
- Raseroka, H. (2001). Seizing the Moment: Issues and Opportunities towards the Creation of an Information Society. Ifla Journal, 27, 322-327. https://doi.org/10.1177/034003520102700507
- Raseroka, K. (2003). «Not in My Wildest Dreams»: IFLA Journal interviews Kay Raseroka. Ifla Journal, 29, 205-208. https://doi.org/10.1177/034003520302900302
- Raseroka, K. (2003). Libraries for Lifelong Literacy: IFLA Presidential Theme 2003-2005. IFLA Journal, 29(2), 109.
- Raseroka, Kay [Open Access: what does it mean for developing countries? - Roundtable]., 2003 . In Open Access to Scientific and Technical Information: State of the Art and Future Trends, Paris, 23-24 de enero de 2003. [Presentation]. http://eprints.rclis.org/4578/
- Raseroka, K. (2004). World Library And Information Congress, Buenos Aires, Argentina, August 2004: Opening Address. IFLA Journal, 30(4), 272–274. https://doi-org.proxy.timbo.org.uy/10.1177/034003520403000402.
- Raseroka, K. (2005). President’s Report. In IFLA Journal (Vol. 31, Issue 4, pp. 350–254). https://doi-org.proxy.timbo.org.uy/10.1177/0340035205061400.
- Raseroka, K. (2005). From the Secretariat. IFLA Journal, 31(1), 96–97.
- Raseroka, K. (2005). Africa to Africa: building its knowledge community. African Research and Documentation, (99), 3-11.
- Raseroka, K., Byrne, A., & Lor, P. (2005). IFLA Governing Board: Outcomes of the March 2005 Meeting. IFLA Journal, 31(3), 274.
- Raseroka, K., Bowden, R., Abeysinghe, W. A., Amarasiri, U., & Were, J. (2005). Tsunami News. IFLA Journal, 31(1), 93–94. https://doi-org.proxy.timbo.org.uy/10.1177/0340035205052653.
- Raseroka, K. (2006). Access to information and knowledge. Human rights in the global information society, 91-105.
- Raseroka, K. (2006). Information Literacy Development within Oral Cultures: Challenges and Opportunities within a Southern African Country. https://archive.ifla.org/IV/ifla72/papers/082-Raseroka-en.pdf
- Raseroka, K. (2008). Information transformation Africa: Indigenous knowledge – Securing space in the knowledge society. International Information and Library Review, 40(4), 243–250. https://doi-org.proxy.timbo.org.uy/10.1016/j.iilr.2008.09.001.
- Raseroka, H. K., & Mutula, S. M. (2012). 2.2 Botswana Retracing the Impact of Information Communications Technology on Academic Libraries in Sub-Saharan Africa: Case Study of the University of Botswana Library. Libraries in the early 21st century, volume 2: An international perspective, 2, 129.
- Raseroka, K. (2015, July). Leadership Excellence in African Librarianship. In AfLIA| IST AfLIA INTERNATIONAL CONFERENCE.